# Campeonato Vasco Navarro de Montaña
Il Campeonato Vasco Navarro de Montaña era una corsa in linea maschile di ciclismo su strada, che si svolse nella regione della Navarra, in Spagna, dal 1954 al 1966. A partire dal 1967 fu sostituito dal Gran Premio Navarra.

## Albo d'oro
Aggiornato all'edizione 1966.
| Anno | Vincitore          | Secondo                 | Terzo                 |
| ---- | ------------------ | ----------------------- | --------------------- |
| 1954 | Miguel Vidaurreta  | Cosme Barrutia          | Jesus Moriones        |
| 1955 | Jesús Galdeano     | Andres Trobat           | José Escolano         |
| 1956 | Antonio Ferraz     | Vicente Iturat          | Hortensio Vidaurreta  |
| 1957 | Miguel Chacón      | Carmelo Morales         | Vicente Iturat        |
| 1959 | Miguel Pacheco     | Antonio Karmany         | Antonio Bertran       |
| 1961 | José Pérez Francés | Antonio Gómez del Moral | Angelino Soler        |
| 1962 | Juan Belmonte      | José Martín Colmenarejo | Antonio Bertran       |
| 1963 | José Pérez Francés | Antonio Barrutia        | Carlos Echeverría     |
| 1964 | Francisco Gabica   | Eusebio Vélez           | José Pérez Francés    |
| 1965 | Eusebio Vélez      | Valentín Uriona         | Francisco López Muñoz |
| 1966 | Carlos Echeverría  | Valentín Uriona         | Manuel Martin Pinera  |